# Stazione di Don Mueang
La stazione di Don Mueang (in thailandese สถานีดอนเมือง) è una stazione ferroviaria di Bangkok, in Thailandia. È situata di fronte all'aeroporto di Bangkok-Don Mueang.
È servita dai treni delle linee settentrionale e nordorientale della Ferrovia di Stato della Thailandia, nonché dalla linea rosso scuro del servizio ferroviario suburbano di Bangkok.

## Storia

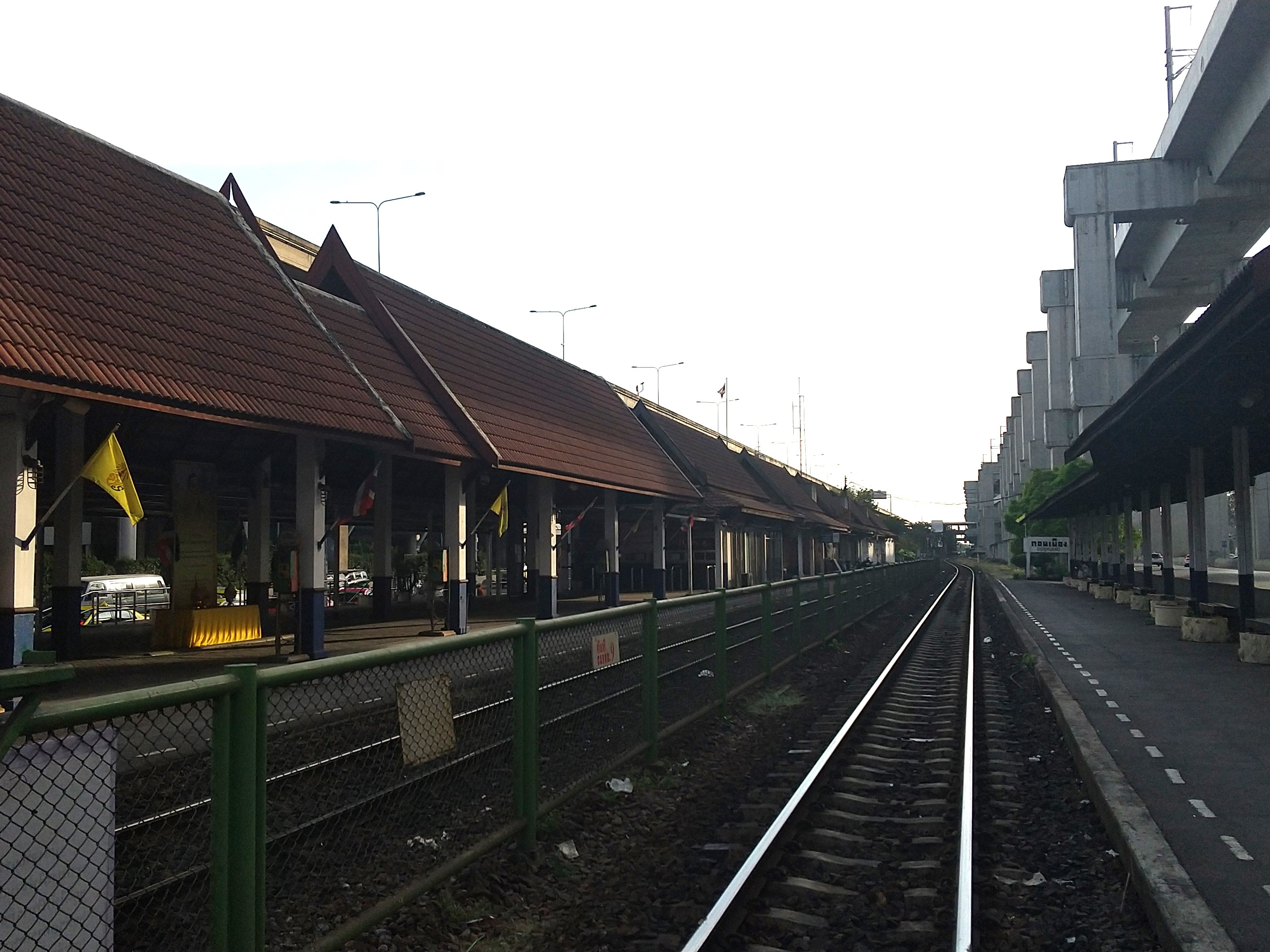
La vecchia stazione in uso fino al 2013.

La stazione è stata aperta nel 1898 come parte della linea che congiungeva Bangkok con Ayutthaya.

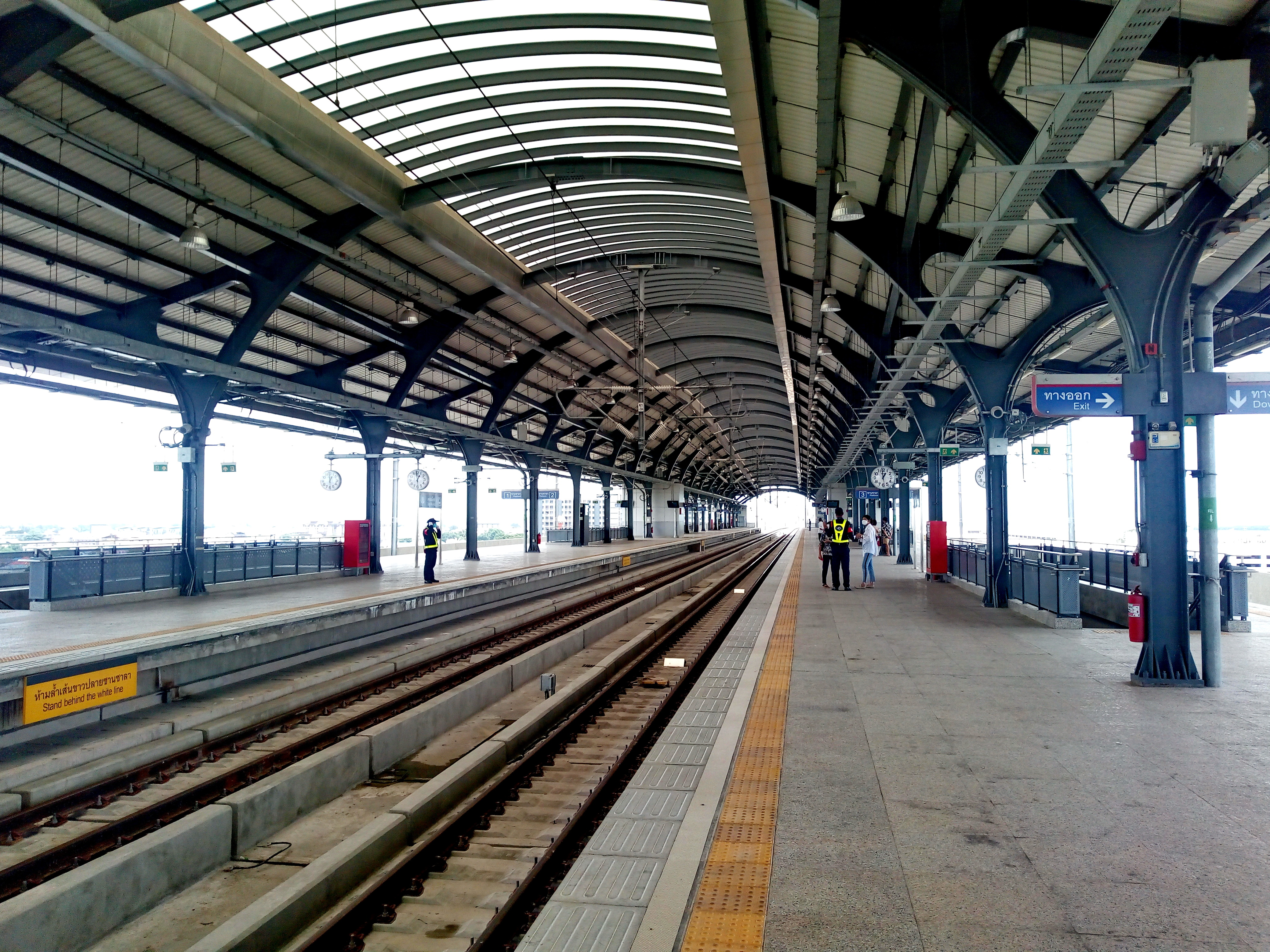
La nuova stazione sopraelevata.

La stazione è stata ricostruita nel 2013 come stazione sopraelevata, in concomitanza con la costruzione della linea rosso scuro del servizio ferroviario suburbano di Bangkok. La nuova stazione è composta da due livelli: quello inferiore utilizzato dai treni a lunga percorrenza, mentre quello superiore viene impiegato dai treni del servizio ferroviario suburbano.